# 连木沁组
连木沁组是位于中国新疆鄯善县的白垩纪地层，1956年由新疆石油管理局地质调查处56/56队夏公君等命名。该地层以棕红、紫褐、褐红色砂质泥岩、泥岩、细砂岩、粉砂岩为主。